# Colognora di Pescaglia
Colognora di Pescaglia è una frazione di 70 abitanti del comune di Pescaglia, nella provincia di Lucca, nota per essere stata uno dei set del film di Spike Lee, Miracolo a Sant'Anna.

## Storia
L'origine di Colognora di Pescaglia risale al II secolo a.C., quando furono deportati circa tremila coloni latini nel territorio lucchese.
Anche il nome stesso "Colognora", indicherebbe una chiara origine latina ("coloniola" = piccola colonia).
La più antica notizia storica di Colognora di Pescaglia è datata 29 agosto 828 ed è conservata nell'archivio Arcivescovile di Lucca: da tale pergamena risulta che Alirando del fu Aliperto assegnò alla chiesa di S. Stefano a Villa Roggio una casa e una selva di castagni, riferendosi indirettamente anche a Colognora.
Il paese è un reticolo di stradine che salgono e scendono tra le tipiche case in pietra della vecchia cultura contadina e montana della zona lucchese. Le abitazioni sono caratterizzate da arcate, altane, loggiati che nell'insieme creano un'immagine unica, tanto da essere stata apprezzata anche dal regista Spike Lee, che ha scelto Colognora per il set del film Miracolo a Sant'Anna.

## Monumenti e luoghi d'interesse
Colognora di Pescaglia ospita il Museo Nazionale del Castagno, nato nel 1985 su iniziativa del locale comitato paesano che voleva raccogliere in un museo visitabile da tutti, gli strumenti e gli attrezzi più disparati appartenuti alla civiltà contadina.
Alla base della civiltà contadina del luogo e della sua economia troviamo per secoli le selve di castagno, fonte inesauribile di cibo e di legname che servì a costruire solai, tetti, capanne, attrezzi, arredi e suppellettili. 
Di fronte a tale realtà i promotori dell'iniziativa si resero conto che i pezzi raccolti parlavano del sistema di vita che aveva caratterizzato per secoli l'esistenza di tante persone. Un vero sistema economico quindi, un'economia con alla base due risorse elementari: l'acqua e il castagno. Di qui la denominazione di Museo del Castagno data ufficialmente alla raccolta nel 1985 e come tale riconosciuta dai sempre più numerosi visitatori, dai giornali, dalle riviste e dalle emittenti televisiva, anche straniere.
Di esso si è parlato in pubblicazioni specifiche e numerose Facoltà universitarie, scoprendone le particolarità, non hanno mancato di farne oggetto di studio e di approfonditi esami.
Negli anni il Museo Nazionale del Castagno si è fatto promotore di diversi patti di amicizia con comuni italiani e stranieri che legano la propria storia a quella del castagno e della castagna, tra cui il Comune di Nomaglio, in Piemonte, il Comune di Pfaffenheim, in Alsazia francese e il Comune di Antraigues-sur-Volane, nel dipartimento francese dell'Ardèche.
Dal 2014 il Museo Nazionale del Castagno ospita la prima sala in Italia dedicata al compositore lucchese Alfredo Catalani, nella quale è custodita una raccolta di scritti inediti del compositore, pubblicati recentemente nella raccolta Da Venezia a Colognora in Val di Roggio: una preziosa raccolta di scritti inediti del compositore lucchese.